# Donald Unger
Pour les articles homonymes, voir Unger.
Donald Unger (né le 18 mars 1894 à Montreux, mort le 30 juin 1943 à Concord (New Hampshire)) est un joueur professionnel suisse de hockey sur glace.

## Carrière
Donald Unger fait partie de l'équipe fondatrice du Hockey Club Saint-Moritz le 17 janvier 1918.
Donald Unger fait partie de l'équipe de Suisse aux Jeux olympiques de 1924 à Chamonix. Il est présent également aux championnats d'Europe en 1910, en 1922 et 1924.